# David Vitter
David Bruce Vitter (ur. 3 maja 1961) – amerykański polityk, członek Partii Republikańskiej, od 2005 do 2017 roku senator Stanów Zjednoczonych z Luizjany. Wcześniej, w latach 1999–2005, reprezentował ten stan w Izbie Reprezentantów Stanów Zjednoczonych.